# Guiné nos Jogos Olímpicos de Verão de 1984
A Guiné competiu nos Jogos Olímpicos de Verão de 1984 em Los Angeles, Estados Unidos.